# Oplonia nannophylla
Oplonia nannophylla är en akantusväxtart som först beskrevs av Urban, och fick sitt nu gällande namn av William Thomas Stearn. Oplonia nannophylla ingår i släktet Oplonia och familjen akantusväxter. Inga underarter finns listade i Catalogue of Life.